# Scrophularia ningpoensis
Scrophularia ningpoensis är en flenörtsväxtart som beskrevs av William Botting Hemsley. Scrophularia ningpoensis ingår i släktet flenörter, och familjen flenörtsväxter. Inga underarter finns listade i Catalogue of Life.